# Badenstraße 2 (Stralsund)

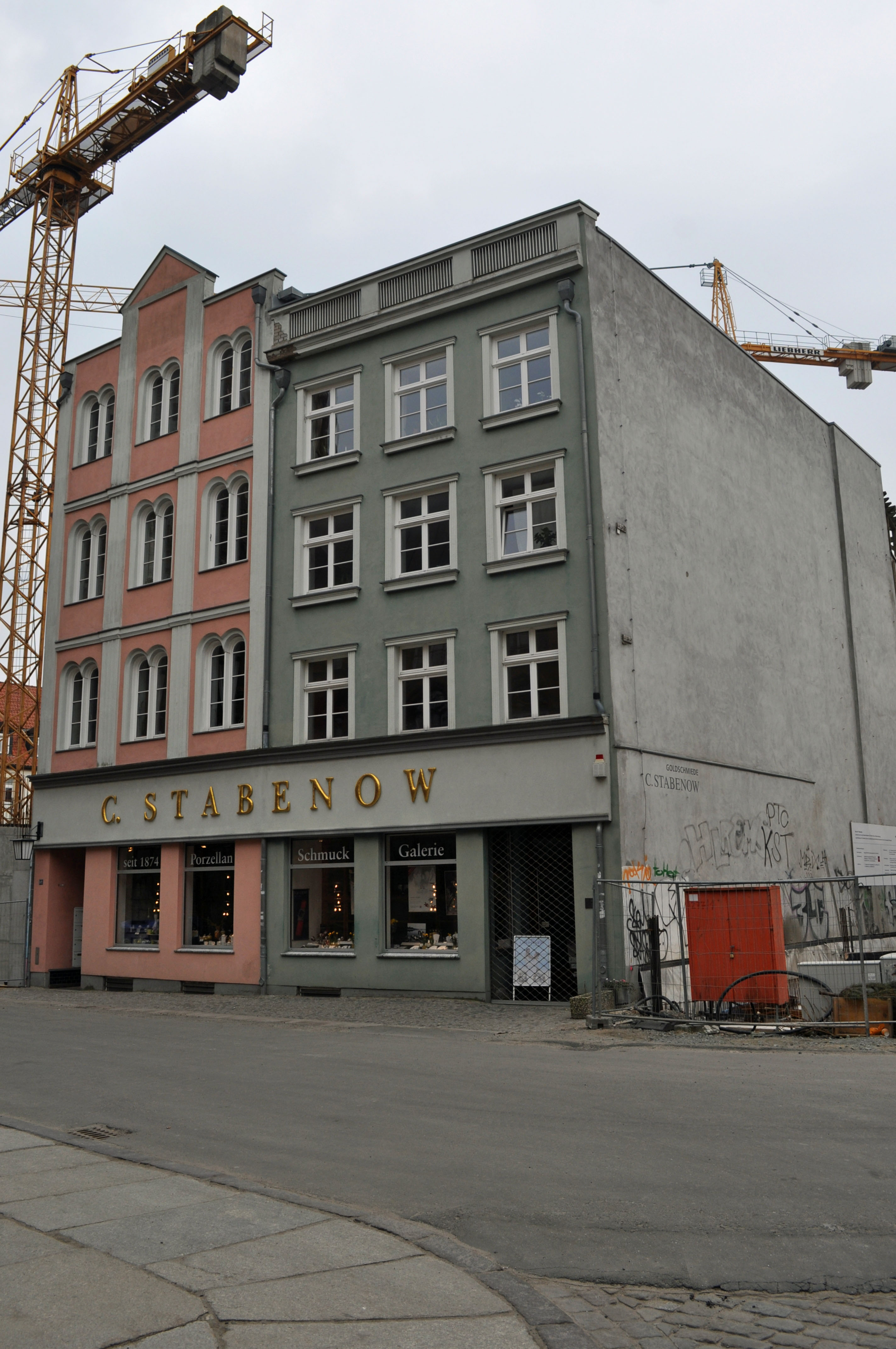
Das Haus Badenstraße 2 in Stralsund (2012), im Bild links

Das Haus mit der postalischen Adresse Badenstraße 2 ist ein denkmalgeschütztes Gebäude in der Badenstraße in Stralsund.
Das viergeschossige, dreiachsige Haus wurde in der Mitte des 18. Jahrhunderts errichtet. Im Jahr 1930 wurde es mit dem benachbarten Haus Badenstraße 1 durch einen Laden im Erdgeschoss verbunden. Die Fassade ist verputzt. Ein kleiner, dreieckiger Giebel krönt das Haus mit seinen hohen, spitzbogigen Fenstern.
Das Haus liegt im Kerngebiet des von der UNESCO als Weltkulturerbe anerkannten Stadtgebietes des Kulturgutes „Historische Altstädte Stralsund und Wismar“. In die Liste der Baudenkmale in Stralsund ist es mit der Nummer 52 eingetragen.